# Ameln
Ameln is een plaats in de Duitse gemeente Titz, deelstaat Noordrijn-Westfalen, en telt 763 inwoners (2006).